# ميخائيل كالاتوزوف
ميخائيل كالاتوزوف (بالجورجية: მიხეილ კალატოზიშვილი) (بالروسية: Михаил Константинович Калатозов) ( ديسمبر 1903 - 27 مارس 1973) كان مخرج سينمائي سوفيتي جورجي الأصل يعد من أهم المخرجين السوفيتيين. اشتهر بأفلام مثل البجع يطير 1957 و رسالة لم ترسل 1960 وأنا كوبا 1964 وأيضاً الخيمة الحمراء 1969 بطولة النجم البريطاني الكبير شون كونري. في عام 1969، حصل على وسام فنان الشعب لاتحاد الجمهوريات الاشتراكية السوفيتية. وفاز فيلمه البجع يطير بجائزة السعفة الذهبية عام 1958 بمهرجان كان السينمائي.

## حياته
ولد كالاتوزوف في تلبييس، الإمبراطورية الروسية (جورجيا الآن). تنتمي عائلته إلى منزل أميريجيبي نبيل يعود تاريخه إلى القرن الثالث عشر. درس كالاتوزوف الاقتصاد وغير العديد من المهن قبل أن يبدأ مسيرته السينمائية كممثل وبعد ذلك - كمصور سينمائي. وأخرج العديد من الأفلام الوثائقية.
تزوج كالاتوزوف من زانا فالاتشي، وفي عام 1929 ، أنجبت زانا ابنهما جورجي وأصبح مواطنًا متجنسًا في الاتحاد السوفيتي. اتبع جورجي خطوات والده وعمل كمصور سينمائي ومخرج أفلام في استوديو كارتولي بيلمي، وكذلك فعل حفيده - ميخائيل كالاتوزيشفيلي الذي أصبح أيضًا مخرجًا ومنتجًا روسيًا ناجحًا.
توفي ميخائيل كالاتوزوف في موسكو في 27 مارس 1973 بعد نوبة قلبية سابعة له ودفن في مقبرة نوفوديفيتشي. أسس ميخائيل كالاتوزيشفيلي صندوق ميخائيل كالاتوزوف غير التجاري الذي سمي على اسم جده للمساعدة في الحفاظ على الأفلام وتمويل الأفلام الجديدة.

## مسيرته الفنية
في عام 1933 التحق بالمعهد الروسي الحكومي للفنون المسرحية. في عام 1936 ترأس استوديو أفلام كارتولي بيلمي، ثم اقترح مكانًا في لجنة الدولة للاتحاد السوفيتي للتصوير السينمائي. وفي عام 1939 انتقل إلى لينينغراد للعمل في استوديو لين فيلم كمخرج سينمائي. وخلال الحرب العالمية الثانية، أخرج العديد من الأفلام الدعائية وعمل ملحقًا ثقافيًا في السفارة السوفيتية في الولايات المتحدة.
وفي الخمسينيات أخرج عدة أفلام أخرى. ومن أشهر أعماله ملامحه الأربعة الأخيرة أنا كوبا 1964 والرافعات تحلق 1957 ورسائل لم ترسل 1959 والخيمة الحمراء 1969 .غالبًا ما يتم الإشادة بالأفلام الثلاثة الأولى لعمل المصور من قبل المصور السينمائي الروسي سيرجي أوروسيفسكي. وأصبح فيلم الرافعات تحلق واحدة من رواد شباك التذاكر السوفيتي لعام 1957 (المركز العاشر بعدد 28.3 مليون مشاهدة)  وفازت بالعديد من الجوائز الدولية، بما في ذلك السعفة الذهبية في مهرجان كان السينمائي لعام 1958. وكان فيلم الخيمة الحمراء جهداً سوفيتي-إيطالي وتم ترشيحه لجائزة جولدن جلوب لعام 1972 كأفضل فيلم أجنبي باللغة الإنجليزية.  وخلال التسعنيات احرج فيلم انا كوبا وفي عام 1995 تم ترشيحه لجائزة الروح المستقلة لأفضل فيلم دولي.

## قائمة أفلامه
| ر  | إسم الفيلم               | سنة الإنتاج |
| -- | ------------------------ | ----------- |
| 1  | Salt for Svanetia وثائقي | 1930        |
| 2  | The Nail in the Boot     | 1931        |
| 3  | Courage                  | 1939        |
| 4  | Valery Chkalov           | 1941        |
| 5  | Plot of the Doomed       | 1950        |
| 6  | Hostile Whirlwinds       | 1953        |
| 7  | True Friends             | 1954        |
| 8  | The First Echelon        | 1955        |
| 9  | The Cranes Are Flying    | 1957        |
| 10 | Letter Never Sent        | 1960        |
| 11 | I Am Cuba                | 1964        |
| 12 | The Red Tent             | 1969        |

## وصلات خارجية
ميخائيل كالاتوزوف على imdb
1. ↑  А. М. Прохорова, ed. (1969), Большая советская энциклопедия: [в 30 т.] (بالروسية) (3rd ed.), Москва: Большая российская энциклопедия, Калатозов Михаил Константинович, OCLC:14476314, QID:Q17378135
2. ↑  Internet Movie Database (بالإنجليزية), QID:Q37312
3. ↑  Brockhaus Enzyklopädie | Michail Konstantinowitsch Kalatosow (بالألمانية), OL:19088695W, QID:Q237227
4. ↑  www.acmi.net.au (بالإنجليزية), QID:Q120061370
5. 1 2  Awards 1958 : All Awards at the official مهرجان كان السينمائي website نسخة محفوظة 2016-04-15 على موقع واي باك مشين.
6. ↑  "Могилы знаменитостей. Московский некрополь. Калатозов (Калатозишвили) Михаил Константинович (1903-1973)". www.m-necropol.ru. مؤرشف من الأصل في 2021-01-05. اطلع عليه بتاريخ 2021-01-05.
7. ↑  Mikhail Kalatozishvili interview at Echo of Moscow (in Russian) نسخة محفوظة 2016-09-18 على موقع واي باك مشين.
8. ↑  The New Cult Canon: I Am Cuba at إيه. في. كلوب by Scott Tobias, April 30, 2008 نسخة محفوظة 2017-07-30 على موقع واي باك مشين.